# Filago carpetana
Filago carpetana là một loài thực vật có hoa trong họ Cúc. Loài này được (Lange) Chrtek & Holub mô tả khoa học đầu tiên năm 1963.